# Izmit
Ne doit pas être confondu avec Izmir.
Pour les articles homonymes, voir Kocaeli.
 (mars 2024).
Si vous disposez d'ouvrages ou d'articles de référence ou si vous connaissez des sites web de qualité traitant du thème abordé ici, merci de compléter l'article en donnant les références utiles à sa vérifiabilité et en les liant à la section « Notes et références ».
En pratique : Quelles sources sont attendues ? Comment ajouter mes sources ?
İzmit (graphie turque) ou Izmit (graphie française), anciennement Nicomédie, est une ville de Turquie, préfecture de la province de Kocaeli. La population de la ville s'élevait à 315 734 habitants en 2010.

## Géographie physique

### Situation
İzmit se situe à l'extrémité orientale du golfe d'İzmit, prolongement vers l'est du vaste bassin d'effondrement de la mer de Marmara. La ville est située à 100 km à l'est d'Istanbul et 50 km au sud de la mer Noire, dans une plaine fertile et humide.

### Géologie
La ville est située à proximité de la faille nord-anatolienne et subit une forte activité sismique. Elle a été gravement touchée par le tremblement de terre de Marmara le 17 août 1999.

### Climat
İzmit bénéficie d'un climat subtropical humide (classification de Köppen : Cfa). Les étés sont chauds et humides et les hivers sont relativement froids. Les précipitations sont abondantes et bien réparties tout au long de l'année, avec un léger creux pluviométrique au printemps et à l'été. Les chutes de neige sont fréquentes en hiver, mais l'enneigement est limité par des températures généralement douces. L'humidité accentue la chaleur des étés, avec des températures minimales moyennes qui ne descendent guère en dessous de 20°C en juillet et août, même au beau milieu de la nuit. De même, l'humidité accentue le froid de l'hiver, même si les températures sont rarement extrêmes. Les températures maximales moyennes sont de 30,5 °C en août et de 10,0 °C en janvier. Le record de chaleur est de 44,1 °C le 13 juillet 2000 et le record de froid est de −18,0 °C le 9 février 1929.

## Histoire

### Époque ottomane
Sous l'Empire ottoman, le golfe d'Izmit abrite une base et un chantier de la marine ottomane : les forêts environnantes fournissent le bois nécessaire. Le sandjak (district) de Kocaeli, qui a Izmit pour capitale, est rattaché en 1533 au pachalik de l'Archipel qui comprend la Grèce péninsulaire et les îles de la mer Égée. Il est transféré en 1846 au pachalik de Kastamonu puis en 1855 à celui de Hüdavendigâr (Bursa) qui devient en 1867 le vilayet de Hüdavendigâr. En 1888, Kocaeli devient un mutasarrifat séparé dépendant directement du pouvoir central et abrite plusieurs industries, dont une manufacture impériale de tapis. Vers 1890, la population du sandjak est estimée à 230 000 habitants dont 129 000 musulmans, 49 000 Arméniens, 41 000 Grecs et 2 500 juifs. Izmit est alors le siège d'un métropolite de l'Église orthodoxe et d'un archevêque de l'Église apostolique arménienne.
Entre 1915 et 1923, Izmit est vidée de la quasi-totalité de sa population arménienne ou grecque lors des massacres d'Izmit.

### Époque moderne
Sous la république de Turquie, le sandjak devient la province de Kocaeli. La ville appartenant à la grande banlieue sud-est d'Istanbul est éprouvée par le violent séisme qui l'affecte le 17 août 1999. Kocaeli est en effet construite sur la faille nord-anatolienne, longue faille en décrochement du nord de la Turquie. Ce séisme, de magnitude 7,4, ressenti dans toute l'agglomération du Grand Istanbul, fait 17 118 morts et 30 000 blessés. La secousse a particulièrement affecté les villes de Kocaeli, Adapazarı, Düzce, Gölcük et Yalova. Le golfe d'Izmit est d'autant plus vulnérable aux tremblements de terre qu'il abrite une part importante des industries lourdes en Turquie (raffinerie, constructions navales et automobiles, cimenteries, chimie…).

## Économie
Le PIB/habitant du département d'İzmit est l'un des plus élevés de Turquie, en grande partie grâce à cette importante concentration d'industries. La ville compte
- une usine automobile du constructeur coréen Hyundai depuis 1997[2].
- une usine de fabrication de pneumatiques du groupe japonais Bridgestone.

## Chantier naval
Depuis avril 2016 la Calypso, bateau ayant appartenu au Commandant Cousteau, est en cours de rénovation sur le chantier naval d'Izmit.

## Personnalités
- Rifat Karlova, humoriste, acteur et présentateur, né à Izmit en 1980
- Yücel Sivri (1961-), journaliste, poète et traducteur allemand, né à Izmit
- Meral Akşener, femme politique turque, née à İzmit

## Jumelage
- New York (États-Unis)
- Cassel (Allemagne)
- Ulsan (Corée du Sud)
- Jinan (Chine)
- Székesfehérvár (Hongrie)
- Antalya (Turquie)
- Manisa (Turquie)
- Djibouti (Djibouti)
- Tiznit (Maroc)
- Genève (Suisse)